# Robert Johnson
Robert Leroy Johnson (sinh ngày 8 tháng 5 năm 1911, mất ngày 16 tháng 8 năm 1938) là nhạc sĩ, nhạc công và ca sĩ người Mỹ. Phong cách thương hiệu của Johnson trong giai đoạn 1936-1937 kết hợp giữa hát, khả năng chơi nhạc và sáng tác của mình đã có ảnh hưởng vô cùng lớn tới những thế hệ kế cận. Tầm vóc của Johnson, những tư liệu tiểu sử sơ sài cùng cái chết ở tuổi 27 đã đưa anh trở thành huyền thoại của nền âm nhạc cận đại, bao gồm cả những câu chuyện huyễn hoặc về việc anh bán linh hồn của mình ngay giữa lúc đỉnh cao sự nghiệp. Vì chỉ là một nhạc sĩ chơi nhạc ở những góc phố, tụ điểm hay tại các hộp đêm, Johnson không có được thành công về mặt thương mại cũng như được công chúng biết tới suốt cuộc đời mình.
Chỉ kể từ khi bản LP King of the Delta Blues Singers được tổng hợp vào năm 1961, sự nghiệp của anh mới có được nhiều sự chú ý hơn. Johnson ngày nay được công nhận là bậc thầy nhạc blues, đặc biệt được coi là người khai sinh phong cách Delta blues của Mississippi. Anh cũng được nhắc tới là người có ảnh hưởng tới những nghệ sĩ nhạc rock sau này. Eric Clapton gọi Johnson là "nghệ sĩ nhạc blues quan trọng nhất". Johnson được xứng danh tại Đại sảnh Danh vọng Rock and Roll vào năm 1986 vì những "ảnh hưởng đầu tiên" ngay trong năm đầu tiên của giải thưởng. Năm 2003, nhà báo David Fricke từng xếp anh ở vị trí số 5 trong danh sách "100 tay guitar vĩ đại nhất" của tạp chí Rolling Stone.